# Eddie Constantine
Eddie Constantine (Los Ángeles, California, 29 de octubre de 1917–Wiesbaden, Alemania, 25 de febrero de 1993) fue un actor y cantante estadounidense, cuya carrera se llevó a cabo en Europa.
Bien conocido por una serie de películas francesas de serie B en las cuales encarnaba al agente Lemmy Caution, también actuó en SOS Pacífic 1959, junto a Pier Angeli, John Gregson, Eva Bartok, Jean Anderson. En la actualidad es sobre todo recordado por su papel en la cinta de Jean-Luc Godard Alphaville (1965).
Constantine también actuó en filmes de Rainer Werner Fassbinder (como él mismo en Beware of a Holy Whore 1971), Jesús Franco, Lars von Trier, y Mika Kaurismäki. Ya había cumplido los 70 años y siguió encarnando a Lemmy Caution: Su última actuación con el personaje llegó en el film de Jean-Luc Godard Germany Year 90 Nine Zero (1991).

## Biografía

### Inicios
Nacido en Los Ángeles, California, su verdadero nombre era Israël Constantine. Sus padres eran inmigrantes judíos, él de origen ruso y joyero, y ella de origen polaco. Con el ánimo de hacer una carrera como cantante, viajó a Viena para formar su voz, pero de vuelta en los Estados Unidos su carrera no despegaba y hubo de trabajar como extra cinematográfico.

### Carrera
Constantine decidió volver a Europa a principios de los años 1950, y empezó a cantar y actuar en cabarets de París. Fue descubierto por Édith Piaf, que lo escogió para participar en el musical La p'tite Lili. Constantine también ayudó a Piaf con traducciones de su álbum de 1956 La Vie en Rose/Édith Piaf Sings In English, apareciendo por ello en los créditos de las versiones inglesas de algunas de las canciones de mayor fama de la cantante (especialmente "Hymne à l'amour"/"Hymn to Love").
En los años 1950, Constantine fue una estrella en Francia gracias a su papel del detective y agente secreto Lemmy Caution (personaje de las novelas de Peter Cheyney) en una serie de películas de serie B, entre ellas La môme vert-de-gris (1953), Cet homme est dangereux (1953), Ça va barder (1953), Je suis un sentimental (1955), SOS Pacific, junto a Pier Angeli ( 1959),Lemmy pour les dames (1961) y Your Turn, Darling (1963). El actor comentaba que su personaje era «James Bond antes de James Bond». Debido a todo lo anterior era llamado «el americano francés».
Una de sus actuaciones más destacadas llegó con la cinta de Jean-Luc Godard Alphaville (1965), en la cual retomó el papel de Lemmy Caution, aunque con un estilo diferente al de las otras películas. A mediados de los años 1960 ya no atraía a tanto público en Francia. Casado con una productora televisiva alemana, finalmente se mudó a Alemania, donde trabajó como actor de carácter, actuando en dramas y en producciones televisivas de ese país. Constantine decía más adelante que nunca se había tomado demasiado en serio su carrera de actor, ya que él se consideraba realmente un cantante, y se había dedicado a la interpretación por motivos económicos. Aun así, actuó para directores como Godard, Jesús Franco y Rainer Werner Fassbinder, y su película más destacada fue el film de Lars Von Trier Europa, rodado en 1991. Ese mismo año volvió a ser Lemmy por última vez en la cinta experimental de Godard Germany Year 90 Nine Zero.

## Vida personal
Constantine se casó tres veces. Sus esposas fueron Helene Musil (1942-1976, divorciados), con la que tuvo tres hijos; Dorothea Gibson (1977, divorciados); y la productora cinematográfica Maya Faber-Jansen (1979–1993, año de la muerte de Constantine), con la que tuvo un niño. Su hija Tanya Constantine, nacida en 1943, es fotógrafa. Otra hija, Barbara Constantine, nacida en 1955, es escritora. Lemmy Constantine, nacido en 1957, es también cantante y actor, y Mia Constantine, nacida en 1981, directora teatral.
Eddie Constantine falleció a causa de un infarto agudo de miocardio el 25 de febrero de 1993, en Wiesbaden, Alemania.

## Discografía
- 1953 : Aimer comme je t’aime
- 1953 : Il n’y a qu’à moi
- 1953 : Les Quatre Cents Coups
- 1953 : Ma petite folie
- 1953 : Maria Chapdelaine
- 1953 : Pleure pas Nellie
- 1953 : Ton mariage
- 1953 : Toujours plus belle
- 1954 : Ah ! les femmes
- 1954 : Bientôt le soleil
- 1954 : C’est si bon
- 1954 : Ça bardait
- 1954 : Ça me démange
- 1954 : Ça y est
- 1954 : Ce diable noir
- 1954 : Dans la foule
- 1954 : Deux pour aimer
- 1954 : Et baîller et dormir
- 1954 : Je t’aime comme ça
- 1954 : L’Enfant de la balle
- 1954 : La Fille des bois
- 1954 : Le Gaucho
- 1954 : Le Soudard
- 1954 : Les Amoureux du Havre
- 1954 : Les Trottoirs
- 1954 : Mon rêve m’a dit
- 1955 : Amoureux de toi
- 1955 : Au loin dans la plaine
- 1955 : C’est toi
- 1955 : Dans tes yeux
- 1955 : Gina
- 1955 : Je suis un sentimental
- 1955 : L’Homme et l’Enfant
- 1955 : Laisse-moi rêver de toi
- 1955 : Le Scaphandrier
- 1955 : Ma petite voleuse
- 1955 : Mon ami réveille-toi
- 1955 : Old man river
- 1955 : Petite si jolie
- 1955 : Si, si, si
- 1955 : Tous mes rêves passés
- 1955 : Tout simplement je t’aime
- 1956 : Avec ces yeux-là
- 1956 : C’est inouï la veine que j’ai
- 1956 : Ce n’est pas toujours drôle, le cinéma
- 1956 : Chanson pour Noël
- 1956 : Dis-moi quelque chose de gentil
- 1956 : Et tout ça
- 1956 : Hop digui-di
- 1956 : Je prends les choses du bon côté
- 1956 : Je suis… tu es
- 1956 : L’Aventure
- 1956 : La Ballade des truands
- 1956 : La Rose tatouée
- 1956 : La Valse
- 1956 : Le Rock du marin
- 1956 : Les Petits Santons
- 1956 : Merci, monsieur Schubert
- 1956 : Mes pieds
- 1956 : Noël blanc
- 1956 : Paris bohème
- 1956 : Petit Papa Noël
- 1956 : Portrait d’une inconnue
- 1956 : Quand les hommes vivront d’amour
- 1956 : Rock, rock
- 1956 : Si ma vie recommençait
- 1956 : Sonny boy « Mon petit »
- 1956 : Venise
- 1956 : Vous, mon cœur
- 1956 : Voyage à deux
- 1957 : Cigarettes, whisky et p’tites pépées
- 1957 : Je vais revoir ma blonde
- 1957 : Laisse tomber
- 1957 : Le Gran Bluff
- 1957 : Le Tendre Piège
- 1957 : Mon amour
- 1957 : Mon bon vieux phono
- 1957 : Pour garder le tempo
- 1957 : Ronde ronde
- 1959 : Attention à la femme
- 1959 : C’est à peine croyable
- 1959 : Ce bon dieu d’amour
- 1959 : Donne, donne, donne
- 1959 : Hello bonjour
- 1959 : Il n’y a que toi pour faire ça
- 1959 : J’ai des tics
- 1959 : J’en ai marre
- 1959 : Jamais, jamais plus
- 1959 : L’amitié c’est ça
- 1959 : L’Ennui
- 1959 : Les Mauvais Coups
- 1959 : Quand tu viens chez moi, mon cœur
- 1959 : S’il y en a pour un
- 1959 : Si, si, si bien
- 1959 : Tu joues avec le feu
- 1960 : Aimons-nous
- 1960 : Le Rêve est plus fou
- 1960 : Ravissante
- 1960 : Spécialisation
- 1963 : Le Soleil dans les yeux
- 1963 : Ne verse pas de larmes
- 1963 : Oui, ça devait m’arriver
- 1963 : Que tu le veuilles ou non
- 1965 : Des frissons partout
- 1965 : Hey, Mr. Caution
- 1965 : Plus fort qu’on imagine
- 1965 : Rien ne vaut un bon whisky
- 1974 : Cet homme
- 1974 : Fais-pas cette tête là !
- 1974 : Je cherche une femme
- 1974 : Le Parapluie
- 1974 : Mon enfant
- 1974 : Petite fille de vingt ans
- 1974 : Quand tu as des sous
- 1975 : Good bye, Marilyn
- 1975 : Hit parade

## Filmografía

### Cine
- 1950 : Les chansons s'envolent, de Henri Verneuil
- 1953 : Egypt by Three, de Victor Stoloff
- 1953 : La Môme vert-de-gris, de Bernard Borderie
- 1953 : Cet homme est dangereux, de Jean Sacha
- 1954 : Les femmes s'en balancent, de Bernard Borderie
- 1954 : Avanzi di galera, de Vittorio Cottafavi
- 1954 : Votre dévoué Blake, de Jean Laviron
- 1955 : Ça va barder, de John Berry
- 1955 : Je suis un sentimental, de John Berry
- 1956 : Vous pigez ?, de Pierre Chevalier
- 1956 : Les Truands, de Carlo Rim
- 1956 : Ce soir les jupons volent, de Dimitri Kirsanoff
- 1956 : L'Homme et l'Enfant, de Raoul André
- 1956 : Bonsoir Paris, bonjour l'amour, de Ralph Baum
- 1957 : Folies-Bergère, de Henri Decoin
- 1957 : Le Grand Bluff, de Patrice Dally
- 1957 : Ces dames préfèrent le mambo de Bernard Borderie
- 1957 : Rendez-vous avec Maurice Chevalier número 1, de Maurice Régamey
- 1958 : Incognito, de Patrice Dally
- 1958 : Hoppla, jetzt kommt Eddie, de Werner Klingler
- 1958 : Passport to Shame, de Alvin Rakoff
- 1959 : Du rififi chez les femmes, de Alex Joffé
- 1959 : The Treasure of San Teresa, de Alvin Rakoff
- 1959 : SOS Pacific, de Guy Green
- 1960 : Bomben auf Monte Carlo, de Georg Jacoby
- 1960 : Comment qu'elle est, de Bernard Borderie
- 1960 : Chien de pique, de Yves Allégret
- 1960 : Ravissante, de Robert Lamoureux
- 1960 : Ça va être ta fête, de Pierre Montazel
- 1961 : Me faire ça à moi, de Pierre Grimblat
- 1961 : Mani in alto, de Giorgio Bianchi
- 1961 : Cause toujours, mon lapin de Guy Lefranc
- 1961 : Cléo de 5 à 7, de Agnès Varda
- 1962 : Une grosse tête, de Claude de Givray
- 1962 : Les Sept Péchés capitaux, sketch La paresse, de Jean-Luc Godard
- 1962 : Lemmy pour les dames, de Bernard Borderie
- 1962 : Bonne chance, Charlie, de Jean-Louis Richard
- 1962 : L'Empire de la nuit, de Pierre Grimblat
- 1962 : Nous irons à Deauville, de Francis Rigaud
- 1963 : Les Femmes d'abord, de Raoul André
- 1963 : Tela de araña, de José Luis Monter
- 1963 : À toi de faire... mignonne, de Bernard Borderie
- 1963 : Des frissons partout, de Raoul André
- 1963 : Rote Lippen soll man küssen, de Franz Antel
- 1963 : Lykke og krone, de Coljörn Helander y Stein Saelen
- 1964 : Comment trouvez-vous ma sœur ?, de Michel Boisrond
- 1964 : Laissez tirer les tireurs, de Guy Lefranc
- 1964 : Nick Carter va tout casser, de Henri Decoin
- 1964 : Lucky Jo, de Michel Deville
- 1964 : Ces dames s'en mêlent, de Raoul André
- 1965 : Faites vos jeux, mesdames, de Marcel Ophüls
- 1965 : Cent briques et des tuiles, de Pierre Grimblat
- 1965 : Alphaville, de Jean-Luc Godard
- 1965 : Je vous salue mafia, de Raoul Lévy
- 1965 : Nick Carter et le trèfle rouge, de Jean-Paul Savignac
- 1966 : Cartas boca arriba, de Jesús Franco
- 1966 : Residencia para espías, de Jesús Franco
- 1967 : Ces messieurs de la famille, de Raoul André
- 1968 : À tout casser, de John Berry
- 1969 : Les Gros Malins, de Raymond Leboursier
- 1969 : Lions Love, de Agnès Varda
- 1970 : Malatesta, de Peter Lilienthal
- 1971 : Atención a esa prostituta tan querida (Warnung vor einer heiligen Nutte), de Rainer Werner Fassbinder
- 1971 : Eddie geht weiter, de Ulli Lommel
- 1973 : Geen paniek, de Ko Koedijk
- 1974 : Une baleine qui avait mal aux dents, de Jacques Bral
- 1975 : Souvenir of Gibraltar, de Henri Xhonneux
- 1975 : Der Zweite Frühling, de Ulli Lommel
- 1977 : Bloedverwanten, de Wim Lindner
- 1977 : Le Couple témoin, de William Klein
- 1978 : It Lives Again, de Larry Cohen
- 1979 : La tercera generación, de Rainer Werner Fassbinder
- 1979 : Bildnis einer Trinkerin, de Ulrike Ottinger
- 1980 : Exit... nur keine Panik, de Franz Novotny
- 1980 : Panische Zeiten, de Udo Lindenberg
- 1980 : Car-Napping - Bestellt, geklaut, geliefert, de Wigbert Wicker
- 1980 : The Long Good Friday, de John Mackenzie
- 1981 : Rote Liebe - Wassilissa
- 1981 : Tango durch Deutschland, de Lutz Mommartz
- 1981 : Neige, de Juliet Berto y Jean-Henri Roger
- 1981 : Oasis, de Burghardt Schlicht
- 1981 : Freak Orlando, de Ulrike Ottinger
- 1982 : Rote Liebe, de Rosa von Praunheim
- 1982 : Boxoffice, de Josef Bogdanovitch
- 1983 : Das Mikado-Projekt, de Torsten Emrich
- 1983 : Der Schnüffler, de Ottokar Runze
- 1983 : La Bête noire, de Patrick Chaput
- 1984 : Seifenblasen, de Alfred Ninaus
- 1984 : Tiger - Frühling in Wien, de Peter Patzak
- 1984 : Flight to Berlin , de Chris Petit
- 1984 : Uno Scugnizzo a New York, de Mariano Laurenti
- 1985 : Paul Chevrolet en de ultieme hallucinatie, de Pim de la Parra
- 1986 : Makaroni Blues, de Bela Csepesanyi
- 1987 : Pehavý Max a strasidlá, de Jaraj Jakubisco
- 1987 : Helsinki Napoli All Night Long, de Mika Kaurismäki
- 1989 : Europa, abends, de Claudia Schröder
- 1991 : Europa, de Lars von Trier
- 1991 : Allemagne année 90 neuf zéro, de Jean-Luc Godard
- 1991 : Tokyo no kyujitsu, de Naoki Nagao
- 1993 : Three Shake-a-Leg Steps to Heaven, de Andy Bausch

### Televisión
- 1970 : Eine Rose für Jane (telefilm)
- 1971 : Supergirl - Das Mädchen von den Sternen (telefilm), de Rudolph Thöme
- 1972 : Wir sind drei (corto)
- 1973 : Welt am Draht) (miniserie)'
- 1977 : Raid on Entebbe (telefilm), de Irvin Kershner
- 1978 : Zwei himmlische Töchter (miniserie), episodio Ein Cowboy nach Spanien
- 1979 : Victor (telefilm), de Walter Bockmayer
- 1981 : Zwischen Mond und Sonne (telefilm), de Recha Jungmann
- 1982 : De bien étranges affaires (serie TV), episodio Lourde gueuse
- 1982 : Les Fugitifs (telefilm)
- 1982 : Las brigadas del tigre (serie TV), de Victor Vicas, episodio Made in USA
- 1984 : Rambo Zambo (telefilm)
- 1984 : Une aventure de Phil Perfect (miniserie)
- 1984 : Série noire (serie TV), episodio J'ai bien l'honneur, de Jacques Rouffio
- 1984 : Quei trentasei gradini (miniserie), de Luigi Perelli
- 1986 : Pepe Carvalho (serie TV)
- 1986 : Roncalli (serie TV)
- 1987 : La tía de Frankenstein (serie TV)
- 1988 : Les Cinq Dernières Minutes (serie TV), episodio Pour qui sonne le jazz, de Gérard Gozlan
- 1989 : Rivalen der Rennbahn (serie TV)
- 1989 : Le Retour de Lemmy Caution (telefilm)

## Teatro
- 1951 : La P'tite Lili, de Marcel Achard y Marguerite Monnot, A.B.C.

## Obra literaria
- Votre dévoué Blake, París, Presses de la Cité, Un mystère n.º 226, 1955
- Le Propriétaire, París, J.C. Lattès, 1975 ; reedición de la colección J'ai lu n.º 805, 1978
- L'Homme tonnerre, París, J.C. Lattès, 1978